# 択里志

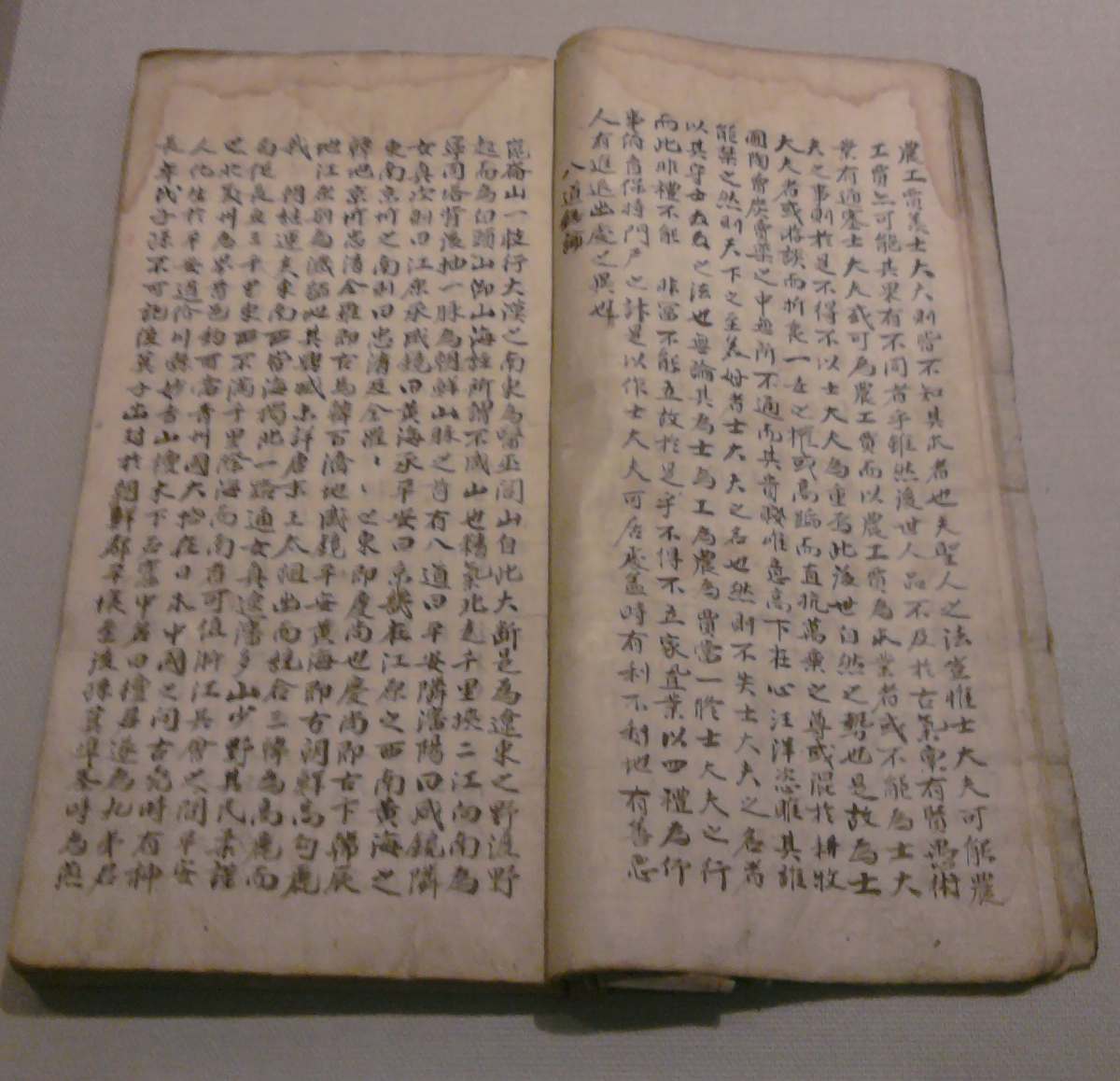
ソウル大学校奎章閣韓国学研究院に展示された写本。

『択里志』（たくりし、朝鮮語: 택리지、テンニジ）は、李氏朝鮮末期の実学者であった李重煥（イ・チュンファン：이중환）が、1751年（英祖27年）春までに著述した人文地理書。20世紀初頭まで印刷されず、もっぱら写本によって広く読まれたため、伝えられる書名も多岐にわたり、『八域誌（志）』、『可居誌』、『八域可居誌』、『山水録』、『東国山水録』、『震維勝覧』、『総貨』、『東国総貨録』、『八域可居処』、『士大夫可居処』、『吉地総覧』、『東嶽小管』、『八域記聞』、『博綜誌』、『形家勝覧』、『八道秘密地誌』など様々な 別名でも伝えられている。どのような地理的要件を備えたところが生活するのに良いところなのかを実学的立場で著述した書物である。
1903年以降、おもに日本人が本書に注目したことから原文の印刷出版が行なわれるようになり、1970年代以降は現代韓国語訳の出版も行なわれている。

## 内容
この本は四民総論、八道総論、卜居総論（地理・生利・人心・山水）、総論などで構成されている。 八道総論では、朝鮮全土を八道に分けて各地方の地域性を出身人物と結びつけて明らかにし、卜居総論では住むのに適した場所の立地条件を説明している。 前者は地方地誌に、後者は人文地理的総説に相当する。前者では特に人と自然環境との関係を重視した地人相関論を説明し、後者では人が住むのに適した場所として次のような立地条件を挙げている。 最初に地理的条件を取り上げ、二番目に生利を取り上げている。三番目には人心を取り上げ、四番目で山水の景色の良さを取り上げている。 最後に、海居・江居・渓居、すなわち、それぞれ海、大きな川、山中の渓流の近くに住むことの三者の比較を論じている。
本書の内容には、風水思想が色濃く反映されているが、実学的観点から、地域の農業生産や、都市形成史について検討している記述も多く含まれている。